# Saison 4 de Melrose Place
Chronologie
Saison 3 Saison 5
Cet article présente le guide des épisodes de la quatrième saison de la série télévisée américaine Melrose Place.

## Distribution

### Acteurs principaux
- Josie Bissett (VF : Isabelle Maudet) : Jane Andrews Mancini
- Thomas Calabro (VF : Vincent Violette) : Michael Mancini
- Marcia Cross (VF : Blanche Ravalec) : Dr Kimberly Shaw
- Kristin Davis (VF : Élisabeth Fargeot) : Brooke Armstrong (4.1-4.21)
- Laura Leighton (VF : Joëlle Guigui) : Sydney Andrews
- Doug Savant (VF : Emmanuel Curtil) : Matthew Fielding Jr.
- Grant Show (VF : Thierry Ragueneau) : Jake Hanson
- Andrew Shue (VF : Vincent Ropion) : Billy Campbell
- Courtney Thorne-Smith (VF : Virginie Mery) : Alison Parker
- Jack Wagner (VF : Patrick Laplace) : Dr Peter Burns
- Daphne Zuniga (VF : Déborah Perret) : Jo Beth Reynolds
- Avec la participation spéciale de Heather Locklear (VF : Dominique Dumont) : Amanda Woodward

### Acteurs récurrents
- Patrick Muldoon (VF : Antoine Tomé) : Richard Hart (4.01-4.15,4.17-4.27,4.29-4.31,4.33-4.34)
- Lonnie Schuyler (VF : Pierre Laurent) : Alan Ross (4.14-4.25)
- John Enos III (VF : Joël Martineau) : Bobby Parezi (4.11-4.30)
- Anne-Marie Johnson (VF : Ninou Fratellini) : Alycia Barnett (4.01-4.03,4.18-4.27,4.29-4.30)
- Perry King (VF : Bernard Woringer) : Hayley Armstrong (4.01-4.02, 4.06-4.13)
- Antonio Sabàto, Jr. (VF : François Leccia) : Jack Parezi (4.04-4.10)
- Selma Archerd : Infirmière Amy (4.14, 4.19-4.21, 4.25, 4.28-4.29)
- Rob Youngblood (VF : Laurent Morteau) : Dave Erickson (4.19-4.20, 4.22-4.25, 4.27)
- Francis McCarthy (VF : Paul Bisciglia) : Calvin Hobbs (4.02-4.06)
- Hudson Leick (VF : Michèle Lituac) : Shelly Hanson (4.03-4.09, 4.11-4.13)
- Brad Johnson (VF : Gérard Rinaldi) : Dominick O'Malley (4.28-4.32)
- Denise Richards (VF : Laurence Sacquet) : Brandi Carson (4.27-4.29)
- Lynn Meneses : Infirmière Lynn (4.30-4.32)
- Brooke Langton (VF : Laurence Dourlens) : Samantha Reilly (3.31-4.32)
- Michael Des Barres (VF : Jean-Luc Kayser) : Arthur Field (4.26-4.27)

## Épisodes

### Épisode 1:Folie furieuse
- États-Unis : 11 septembre 1995 sur Fox

- Frank South est promu producteur exécutif et showrunner.
- Marcia Cross, Kristin Davis et Jack Wagner rejoignent officiellement le casting principal.
- Première apparition d'Anne-Marie Johnson.

### Épisode 2:Melrose est un panier de crabes
- États-Unis : 20 septembre 1995 sur Fox

### Épisode 3:Ambition aveugle
- États-Unis : 20 septembre 1995 sur Fox

- Il s'agit du 100e épisode de la série.
- Première apparition de Hudson Leick.

### Épisode 4:Chantage
- États-Unis : 25 septembre 1995 sur Fox

- Première apparition d'Antonio Sabàto, Jr..

### Épisode 5:Découvertes en série
- États-Unis : 2 octobre 1995 sur Fox

### Épisode 6:Revirements(The Jane Mutiny)
- États-Unis : 9 octobre 1995 sur Fox

### Épisode 7:Délires orchestrés
- États-Unis : 16 octobre 1995 sur Fox

### Épisode 8:Le meurtre était presque parfait
- États-Unis : 23 octobre 1995 sur Fox

### Épisode 9:Cas de conscience
- États-Unis : 30 octobre 1995 sur Fox

### Épisode 10:Sydney se déchaîne
- États-Unis : 6 novembre 1995 sur Fox

- Dernière apparition non créditée d'Antonio Sabàto, Jr..

### Épisode 11:Liberté chérie
- États-Unis : 13 novembre 1995 sur Fox

- Première apparition de John Enos III.

### Épisode 12:Parlez, c'est à vous !
- États-Unis : 20 novembre 1995 sur Fox

### Épisode 13:Nouveau départ
- États-Unis : 27 novembre 1995 sur Fox

- Dernière apparition de Perry King et Hudson Leick.

### Épisode 14:Vol au-dessus de Melrose
- États-Unis : 4 décembre 1995 sur Fox

- Première apparition de Selma Archerd dans le rôle secondaire récurrent de l'infirmière Amy employée au Wilshire Memorial Hospital. Elle apparaît dans 25 épisodes entre la cinquième et la septième saison, dont le final de la série.
- Première apparition de Lonnie Schuyler.

### Épisode 15:Jalousie
- États-Unis : 11 décembre 1995 sur Fox

### Épisode 16:Coup de grâce
- États-Unis : 1er janvier 1996 sur Fox

### Épisode 17:Tentatives ratées
- États-Unis : 8 janvier 1996 sur Fox

### Épisode 18:Éliminations à tout prix
- États-Unis : 15 janvier 1996 sur Fox

### Épisode 19:L'honneur des Parezi
- États-Unis : 22 janvier 1996 sur Fox

### Épisode 20:Désespoir- Partie 1
- États-Unis : 5 février 1996 sur Fox

### Épisode 21:Désespoir- Partie 2
- États-Unis : 5 février 1996 sur Fox

### Épisode 22:Vengeance diabolique
- États-Unis : 12 février 1996 sur Fox

- Dernière apparition de Kristin Davis. L'actrice a déclaré à l'époque à Deseret News qu'elle savait que son personnage allait mourir car c'était ce qui était prévu. Le personnage devait initialement mourir dans l'explosion de la résidence à la fin de la troisième saison[1].

### Épisode 23:Remariage
- États-Unis : 19 février 1996 sur Fox

- Il s'agit du second mariage de Kimberly et Michael. Ils s'étaient fiancés au cours de la deuxième saison dans l'épisode L'Accident, dans lequel la jeune femme était grièvement blessée, avant de se marier à Las Vegas au début de la troisième saison dans l'épisode Doubles échanges.

### Épisode 24:L'ambition est un vilain défaut
- États-Unis : 26 février 1996 sur Fox

### Épisode 25:Sans pitié
- États-Unis : 4 mars 1996 sur Fox

### Épisode 26:Double jeu
- États-Unis : 11 mars 1996 sur Fox

- Dernière apparition de Lonnie Schuyler.
- Le titre américain alternatif est The Burning Couch[2],[3].

### Épisode 27:Un excès de zèle
- États-Unis : 18 mars 1996 sur Fox

### Épisode 28:Retour de bâtons
- États-Unis : 1er avril 1996 sur Fox

### Épisode 29:Victimes
- États-Unis : 15 avril 1996 sur Fox

- Première apparition de Brad Johnson.

### Épisode 30:Retour à la case départ
- États-Unis : 29 avril 1996 sur Fox

- Dernière apparition de John Enos, III et Anne-Marie Johnson.

### Épisode 31:La Loi du talion
- États-Unis : 6 mai 1996 sur Fox

- Première apparition de Priscilla Presley.

### Épisode 32:Délit de fuite
- États-Unis : 15 mai 1996 sur Fox

- Première apparition de Brooke Langton.

### Épisode 33:Obsession meurtrière- Partie 1
- États-Unis : 20 mai 1996 sur Fox

### Épisode 34:Obsession meurtrière- Partie 2
- États-Unis : 20 mai 1996 sur Fox

- Dernière apparition de Daphne Zuniga, Brad Johnson et Priscilla Presley. Cependant, Daphne Zuniga reprendra son rôle de Jo lors de 2 épisodes du revival Melrose Place : Nouvelle Génération (2009-2010).

## Réception
Heather Locklear a été nommée aux Golden Globes dans la catégorie meilleure actrice d'une série dramatique en 1996 pour la troisième fois de sa carrière.
La quatrième saison a démarré fort avec l'explosion de la résidence qui devait, initialement, conclure la troisième saison. Cette scène avait été coupée et reportée au lancement de la quatrième saison en raison de l'attentat d'Oklahoma City survenu en avril 1995. La première partie de la saison a été bien accueillie, en particulier l'arc concernant Amanda Woodward et son ancien mari Jack Parezi, qui a bénéficié d'une couverture médiatique. En revanche, la fin de la saison n'a pas créé l'enthousiasme, que ce soit l'histoire de Peter dans l'asile ou l'enterrement de Richard vivant. L'actrice Heather Locklear a jugé certains scénarios "bizarres" et l'acteur Grant Show a dit qu'il n'arrivait pas grand-chose à son personnage. 